# Киселівська сільська рада (Білозерський район)
Киселі́вська сільська́ ра́да — адміністративно-територіальна одиниця та орган місцевого самоврядування в Білозерському районі Херсонської області. Адміністративний центр — село Киселівка.

## Загальні відомості
- Територія ради: 6,081 км²
- Населення ради: 2 955 осіб (станом на 2001 рік)

## Населені пункти
Сільській раді були підпорядковані населені пункти:
- с. Киселівка
- с. Барвінок
- с. Зелений Гай
- с. Клапая

## Склад ради
Рада складалася з 20 депутатів та голови.
- Голова ради: Москаленко Віталій Іванович
- Секретар ради: Урсал Оксана Миколаївна

### Керівний склад попередніх скликань
| Прізвище, ім'я, по батькові | Основні відомості                                                 | Дата обрання | Дата звільнення |
| --------------------------- | ----------------------------------------------------------------- | ------------ | --------------- |
| Синельна Галина Григорівна  | Сільський голова, 1964 року народження                            | 26.03.2006   | 31.10.2010      |
| Москаленко Віталій Іванович | Сільський голова, 1969 року народження, освіта вища, безпартійний | 31.10.2010   |                 |

Примітка: таблиця складена за даними сайту Верховної Ради України

### Депутати
За результатами місцевих виборів 2010 року депутатами ради стали:

#### За суб'єктами висування
| Суб'єкт висування                 | Кількість обраних депутатів | %  |
| --------------------------------- | --------------------------- | -- |
| Самовисування                     | 17                          | 85 |
| Комуністична партія України       | 2                           | 10 |
| Політична партія «Сильна Україна» | 1                           | 5  |

#### За округами
| № округу                          | Прізвище, ім'я, по батькові     | Дата визнання обраним | Освіта             | Партійна приналежність                        | Відомості про обраного депутата                 |
| --------------------------------- | ------------------------------- | --------------------- | ------------------ | --------------------------------------------- | ----------------------------------------------- |
| Комуністична партія України       |                                 |                       |                    |                                               |                                                 |
| 14                                | Солонько Михайло Юрійович       | 01.11.2010            | середня спеціальна | позапартійний                                 | пенсіонер                                       |
| 15                                | Капустін Анатолій Ігорович      | 01.11.2010            | середня            | позапартійний                                 | пенсіонер                                       |
| Політична партія «Сильна Україна» |                                 |                       |                    |                                               |                                                 |
| 2                                 | Шевченко Сергій Тарасович       | 01.11.2010            | середня            | член Політичної партії «Сильна Україна»       | Киселівська загальноосвітня школа, охоронник    |
| Самовисування                     |                                 |                       |                    |                                               |                                                 |
| 1                                 | Галушка Віктор Степанович       | 01.11.2010            | середня спеціальна | позапартійний                                 | ПОГП при Киселівській сільській раді, голова    |
| 3                                 | Климчук Оксана Миколаївна       | 01.11.2010            | середня            | позапартійна                                  | тимчасово не працює                             |
| 4                                 | Урсал Оксана Миколаївна         | 01.11.2010            | вища               | член Всеукраїнського об'єднання «Батьківщина» | Киселівська сільська рада, секретар             |
| 5                                 | Ліснича Любов Миколаївна        | 01.11.2010            | середня спеціальна | член Партії регіонів                          | пенсіонер                                       |
| 6                                 | Москаленко Марина Іванівна      | 01.11.2010            | вища               | позапартійна                                  | Киселівська загальноосвітня школа, вчитель      |
| 7                                 | Глушаченко Алла Михайлівна      | 01.11.2010            | незакінчена вища   | позапартійна                                  | Киселівський ясла-садок, вихователь             |
| 8                                 | Воротило Світлана Олександрівна | 01.11.2010            | вища               | позапартійна                                  | Киселівський ясла-садок, завідувач              |
| 9                                 | Дудик Олександр Васильович      | 01.11.2010            | вища               | позапартійний                                 | Киселівська амбулаторія, головний лікар         |
| 10                                | Матвійчук Віктор Дмитрович      | 01.11.2010            | середня спеціальна | позапартійний                                 | Державна служба, ветеринар                      |
| 11                                | Родіміна Лариса Володимирівна   | 01.11.2010            | середня спеціальна | позапартійна                                  | Киселівський ясла-садок, вихователь             |
| 12                                | Малюта Раїса Миколаївна         | 01.11.2010            | середня спеціальна | позапартійна                                  | Киселівська сільська рада, соціальний працівник |
| 13                                | Майба Сергій Вікторович         | 01.11.2010            | вища               | член Всеукраїнського об'єднання «Батьківщина» | підприємець                                     |
| 16                                | Задніпряна Тетяна Іванівна      | 01.11.2010            | вища               | позапартійна                                  | Киселівська сільська рада, бібліотекар          |
| 17                                | Ареф'єва Олена Валеріївна       | 01.11.2010            | незакінчена вища   | член Всеукраїнського об'єднання «Батьківщина» | Киселівський ясла-садок, завідувач господарства |
| 18                                | Гула Ірина Григорівна           | 01.11.2010            | вища               | член Всеукраїнського об'єднання «Батьківщина» | Фермерське господарство «Троянда», голова       |
| 19                                | Москаленко Тетяна Григорівна    | 01.11.2010            | вища               | позапартійна                                  | тимчасово не працює                             |
| 20                                | Ємцова Ольга Григорівна         | 01.11.2010            | вища               | позапартійна                                  | Киселівська загальноосвітня школа, вихователь   |

## Населення
Згідно з переписом УРСР 1989 року чисельність наявного населення сільської ради становила 2989 осіб, з яких 1409 чоловіків та 1580 жінок.
За переписом населення України 2001 року в сільській раді мешкали 2924 особи.

### Мова
Розподіл населення за рідною мовою за даними перепису 2001 року:
| Мова       | Відсоток |
| ---------- | -------- |
| українська | 94,21 %  |
| російська  | 4,40 %   |
| молдовська | 0,88 %   |
| вірменська | 0,17 %   |
| білоруська | 0,14 %   |
| інші       | 0,20 %   |